# Седлице (Прешов)
Седлице (слч. Sedlice) насељено је мјесто са административним статусом сеоске општине (слч. obec) у округу Прешов, у Прешовском крају, Словачка Република.

## Становништво
| Година:    | 1994. | 2004.   | 2014.   | 2024.    |
| ---------- | ----- | ------- | ------- | -------- |
| Број људи: | 1017  | 1040    | 1057    | 939      |
| Разлика:   |       | +2,26 % | +1,63 % | -11,16 % |

| Година:    | 2023. | 2024.   |
| ---------- | ----- | ------- |
| Број људи: | 956   | 939     |
| Разлика:   |       | -1,77 % |

Према подацима о броју становника из 2024. године насеље је имало 939 становника.